# Mala Jasenovača
Mala Jasenovača – wieś w Chorwacji, w żupanii bielowarsko-bilogorskiej, w mieście Grubišno Polje. W 2011 roku liczyła 5 mieszkańców.